# Jeanne Barseghian
Jeanne Barseghian (Suresnes, Francia; 6 de diciembre de 1980) es una jurista y política francesa, miembro de Europa Ecología Los Verdes. Desde el 4 de julio de 2020 es alcaldesa de la ciudad de Estrasburgo. 
Fue miembro del Consejo de Estrasburgo como delegada en temas de Economía social y solidaria de la ciudad desde 2014.  

## Biografía
De origen armenio por parte de padre, es hija de abogados. Tiene una titulación en derecho de la Universidad de Estrasburgo y una especialización de consultoría en ecología y medio ambiente.

### Trayectoria política
En 2013, se unió al partido político de Europa Ecología – Los Verdes, durante la campaña de las elecciones  municipales a Estrasburgo. Fue responsable del programa político de la campaña y figuró como una de las cabezas de la lista del partido.
En 2014, fue elegida al consejo de Estrasburgo y a la Eurometrópoli de Estrasburgo. Fue designada como copresidenta del partido ecologista en Estrasburgo, y electa como delegada de los temas de Economía social y solidaria y reducción de los residuos de la ciudad hasta 2018.

### Alcaldía Estrasburgo
En octubre de 2019, fue designada cabeza de lista de su partido en las elecciones municipales de 2020 a Estrasburgo por una asamblea ciudadana.
En segunda vuelta, el 28 de junio, Jeanne Barseghian ganó las elecciones partido con el 41,70% de los votos frente a Alain Fontanel de La República en Marcha, Los Republicanos que obtuvo el 34,96 % y Catherine Trautmann del Partido Socialista que logró el 23,33 %.
El 4 de julio de 2020 fue elegida oficialmente alcaldesa de la ciudad con el apoyo de Catherine Trautmann sustiyendo así al socialista Roland Ries, que fue alcalde de la ciudad de 2008 a 2020.